# Leichtathletik-Halleneuropameisterschaften 2019/Teilnehmer (Dänemark)
| Gelbes Symbol für Goldmedaillen mit stilisierten Olympischen Ringen | Graues Symbol für Silbermedaillen mit stilisierten Olympischen Ringen | Braundes Symbol für Bronzemedaillen mit stilisierten Olympischen Ringen |
| ------------------------------------------------------------------- | --------------------------------------------------------------------- | ----------------------------------------------------------------------- |
| —                                                                   | —                                                                     | —                                                                       |

Aus Dänemark starteten eine Athletin und fünf Athleten bei den Leichtathletik-Halleneuropameisterschaften 2019 in Glasgow, die einen Landesrekord einstellten.

## Ergebnisse

### Frauen

#### Laufdisziplinen
| Athletin        | Disziplin | Vorlauf   | Vorlauf | Halbfinale | Halbfinale | Finale             | Finale             |
| Athletin        | Disziplin | Zeit      | Platz   | Zeit       | Platz      | Zeit               | Platz              |
| --------------- | --------- | --------- | ------- | ---------- | ---------- | ------------------ | ------------------ |
| Mathilde Kramer | 60 m      | 7,34 s=NR | 17      | 7,44 s     | 23         | nicht qualifiziert | nicht qualifiziert |

### Männer

#### Laufdisziplinen
| Athlet            | Disziplin   | Vorlauf     | Vorlauf | Halbfinale         | Halbfinale         | Finale             | Finale             |
| Athlet            | Disziplin   | Zeit        | Platz   | Zeit               | Platz              | Zeit               | Platz              |
| ----------------- | ----------- | ----------- | ------- | ------------------ | ------------------ | ------------------ | ------------------ |
| Festus Asante     | 60 m        | 7,05 s      | 43      | nicht qualifiziert | nicht qualifiziert | nicht qualifiziert | nicht qualifiziert |
| Kojo Musah        | 60 m        | 6,81 s      | 29      | nicht qualifiziert | nicht qualifiziert | nicht qualifiziert | nicht qualifiziert |
| Andreas Bube      | 800 m       | 1:48,33 min | 5       | 1:50,18 min        | 6                  | 1:47,67 min        | 5                  |
| Nick Jensen       | 1500 m      | 3:46,40 min | 6       | –––                | –––                | nicht qualifiziert | nicht qualifiziert |
| Andreas Martinsen | 60 m Hürden | 7,87 s      | 16      | 7,96 s             | 16                 | nicht qualifiziert | nicht qualifiziert |